# ハラミのジャン
ハラミのジャンは、2014年から2019年まで活動した高知県の2人組女性アイドルユニット。
旧ユニット名はsugartrap（シュガートラップ）。

## 概要
モデルやタレントとして活動していたNANAと、高知県のアイドルグループ「S★KIP」のHINAによる2人組ユニット『sugartrap』として結成、2014年10月5日に広島で開催された対バンライブでデビューした。結成時のキャッチコピーは『悪魔と天使のハイブリッドアイドル』だった。
デビュー以降、高知県内の活動にとどまらず、東京・名古屋・大阪をはじめとする各地への遠征を精力的に行った。2016年1月30日には名古屋でS☆kipとのツーマンライブを行ったほか、5月29日に大阪で初のワンマンライブを行い、12月25日には東京・目黒鹿鳴館でワンマンライブを行った。2017年以降は大阪や名古屋でワンマンやツーマンライブを重ね、名古屋では2017年9月16日より月例の定期ライブを主催した。2017年8月6日には日本最大級のアイドルフェスティバルであるTOKYO IDOL FESTIVALに初出演。2018年4月6日〜7日には中国・上海で開催されたワンダーフェスティバルに出演した。
2018年10月5日、結成4周年を機に、グループ名を『ハラミのジャン』へと改めた。新グループ名は、高知県の浦戸湾に伝わる怪異、「孕のジャン」などに着想を得たものだった。

しかし、改名からわずか3週間後の2018年10月26日、2人からそれぞれ異なる理由で活動を終結させる意向が示されたとして、2019年4月限りでの解散が発表された。解散ライブは2019年4月28日に、地元・高知市で行われた。
sugartrap時代より、「天使」をモチーフにしていたNANAと、「悪魔」をモチーフとしたHINAの、対照的なイメージを持つ二人による、ダンスやステップを重点にした激しく疾走感のあるステージングをアピールポイントとしていた。オリジナル曲はドラムンベースやダブステップ、ラウドロックなどの要素が織り込まれたEDM寄りの曲想で、クールかつダークな世界感を思わせるものが多かった。両メンバーは一部のオリジナル曲で作詞も手がけていた。当初は激しいダンスを伴う曲でヴォーカルトラックを併用していたが、2016年12月25日のワンマンライブより完全生歌となった。メンバーはモデル、タレントとして個々でも活動していた。
2015年7月5日に4曲入りマキシシングル『Voice』を物販限定で発売し、2016年6月22日の4曲入りマキシシングル『BRUTE』からは全国リリースとなった。2016年12月31日には初のアルバムとなる『radio waves』をリリース。2017年8月1日には4曲入りマキシシングル『Disillusion』を、2018年6月16日にはセカンドアルバム『exciting』をリリースした。また、受注販売方式にて2点のライブDVDが発売された。

## メンバー
| ニックネーム | 名前           | よみ           | 出身   | イメージカラー | 備考 |
| NANA         | （本名非公表） | （本名非公表） | 高知県 | 白             |      |
| HINA         | （本名非公表） | （本名非公表） | 高知県 | 黒             |      |

## 来歴

### 2014年
- 9月20日、twitter、ブログ開設。
- 10月5日、広島CLUB QUATTROで開催された「BUNNY♥KISS Presents『兎祭-5跳目-』」にて初ライブ。

### 2015年
- 7月5日、1stマキシシングル『Voice』発売。

### 2016年
- 1月30日、名古屋・大須Dt.BLDにてライブ。
- 5月29日、大阪・アメリカ村twice cafeにて初のワンマンライブ。
- 6月19日、東京・新宿MARZにて企画ライブ「UPPER CUT in shinjukuMARZ」開催。
- 6月22日、2ndマキシシングル『BRUTE』全国発売。
- 12月25日、東京・目黒鹿鳴館にてワンマンライブ。
- 12月31日、1stアルバム『radio waves』全国発売。

### 2017年
- 3月5日、大阪・HOLIDAY OSAKAにてワンマンライブ。
- 4月23日、名古屋・腹筋崩壊にてワンマンライブ。
- 7月8日、大阪・umeda TRADにてNANAの生誕を記念するワンマンライブ。
- 7月29日、名古屋・X-HALLにてHINAの生誕と3rdマキシシングル『Disillusion』レコ発を兼ねたワンマンライブ。
- 8月6日、TOKYO IDOL FESTIVAL 2017のFESTIVAL STAGEに出演。
- 9月2日、大阪・KING COBRAにてNECRONOMIDOLとのツーマンライブ。
- 9月16日、名古屋での定期ライブがスタート。
- 10月28日、名古屋・大須TOYSにてCure。とのツーマンライブ（名古屋定期2回目）。
- 12月9日、高知・BAY 5 SQUAREにて絶叫する60度とのツーマンライブ。
- 12月23日、名古屋・大須TOYSにてワンマンライブ（名古屋定期4回目）。ライブ通算400回目。

### 2018年
- 3月9日、名古屋・大須TOYSにてワンマンライブ（名古屋定期5回目）。
- 3月31日、大阪・長堀橋WAXXにて絶叫する60度とのツーマンライブ。
- 4月6日〜7日、上海でのワンダーフェスティバルに出演、初の海外遠征となる。
- 4月28日、名古屋・ROXX栄にてワンマンライブ（名古屋定期6回目）。
- 5月26日、名古屋・ROXX栄にてワンマンライブ（名古屋定期7回目）。
- 6月16日、2ndアルバム『exciting』全国発売。タワーレコード梅田NU茶屋町店でリリースイベント。
- 6月17日、大阪・アメリカ村BEYONDにてセカンドアルバムレコ発ワンマンライブ。初のバンドライブ（バックは撲殺ママレモン）。
- 6月23日、名古屋・ROXX栄にてAphroditeとのツーマンライブ（名古屋定期8回目）。
- 7月7日、大阪・難波MeleにてNANAの生誕を記念するワンマンライブ。
- 7月16日、名古屋・ROXX栄にてワンマンライブ（名古屋定期9回目）。
- 7月28日、大阪・北堀江club vijonにてHINAの生誕を記念するワンマンライブ。
- 9月16日、名古屋・ROXX栄にて969とのツーマンライブ（名古屋定期10回目）。
- 10月5日、大阪・難波Meleにてハラミのジャン結成4周年記念ライブ。
- 10月26日、2019年4月限りでのユニットの解散を発表。
- 12月9日、ライブが通算500回となる。

### 2019年
- 1月6日、松山・サロンキティにてFRUITPOCHETTEとのツーマンバンドライブ（バックは撲殺ママレモン）。
- 4月21日、名古屋・大須RAD HALLにてワンマンライブ（名古屋定期11回目。改名後は初）。
- 4月28日、高知・BAY5SQUAREにて開催されたバンドライブ『sugartrap is DEAD!!』をもって解散（バックは撲殺ママレモン）。

## ディスコグラフィ

### マキシシングル
（いずれもsugartrap名義）
| # | タイトル    | 発売日                                      | レーベル      | 規格品番 | 収録曲                      | クレジット                                      |
| 1 | Voice       | 2015年7月5日                                | Dream Factory | DF-011   | 1. Y・U・W・A・K・U         | （作詞）谷川万純 （作曲・編曲）新本和正         |
| 1 | Voice       | 2015年7月5日                                | Dream Factory | DF-011   | 2. Voice                    | （作詞）YK （作曲・編曲）新本和正               |
| 1 | Voice       | 2015年7月5日                                | Dream Factory | DF-011   | 3. Darkline                 | （作詞・作曲・編曲）DJ.Kanarumi                 |
| 1 | Voice       | 2015年7月5日                                | Dream Factory | DF-011   | 4. by your side             | （作詞）GGG （作曲・編曲）新本和正              |
| 2 | BRUTE       | 2016年6月11日（物販） 2016年6月22日（店頭） | Dream Factory | DF-012   | 1. dropstar                 | （作曲・編曲）Kazumasa Aramoto                  |
| 2 | BRUTE       | 2016年6月11日（物販） 2016年6月22日（店頭） | Dream Factory | DF-012   | 2. The lie                  | （作詞）NANA （作曲・編曲）依光輝久             |
| 2 | BRUTE       | 2016年6月11日（物販） 2016年6月22日（店頭） | Dream Factory | DF-012   | 3. BRUTE                    | （作詞）NANA （作曲・編曲）依光輝久             |
| 2 | BRUTE       | 2016年6月11日（物販） 2016年6月22日（店頭） | Dream Factory | DF-012   | 4. Fantasy World            | （作詞）イノスケ （作曲・編曲）Kazumasa Aramoto |
| 3 | Disillusion | 2017年7月29日（物販） 2017年8月1日（店頭）  | Dream Factory | DF-014   | 1. Dropstar2 (instrumental) | （作曲・編曲）依光輝久                          |
| 3 | Disillusion | 2017年7月29日（物販） 2017年8月1日（店頭）  | Dream Factory | DF-014   | 2. アネモネ                 | （作詞）NANA （作曲・編曲）依光輝久             |
| 3 | Disillusion | 2017年7月29日（物販） 2017年8月1日（店頭）  | Dream Factory | DF-014   | 3. 感情戦争                 | （作詞）HINA （作曲・編曲）Kazumasa Aramoto     |
| 3 | Disillusion | 2017年7月29日（物販） 2017年8月1日（店頭）  | Dream Factory | DF-014   | 4. ToyBox                   | （作詞）イノスケ （作曲・編曲）依光輝久         |

### アルバム
（いずれもsugartrap名義）
| # | タイトル    | 発売日                                        | レーベル      | 規格品番 | 収録曲                               | クレジット                                           |
| 1 | radio waves | 2016年12月25日（物販） 2016年12月31日（店頭） | Dream Factory | DF-013   | 1. make a dream                      | （作詞）HINA （作曲・編曲）依光輝久                  |
| 1 | radio waves | 2016年12月25日（物販） 2016年12月31日（店頭） | Dream Factory | DF-013   | 2. Thelie                            | （作詞）NANA （作曲・編曲）依光輝久                  |
| 1 | radio waves | 2016年12月25日（物販） 2016年12月31日（店頭） | Dream Factory | DF-013   | 3. by your side                      | （作詞）GGG （作曲・編曲）新本和正                   |
| 1 | radio waves | 2016年12月25日（物販） 2016年12月31日（店頭） | Dream Factory | DF-013   | 4. LIAR                              | （作詞）HINA （作曲・編曲）依光輝久                  |
| 1 | radio waves | 2016年12月25日（物販） 2016年12月31日（店頭） | Dream Factory | DF-013   | 5. P-ROCK                            | （作詞）里子 （作曲・編曲）ミスターX                 |
| 1 | radio waves | 2016年12月25日（物販） 2016年12月31日（店頭） | Dream Factory | DF-013   | 6. Fantasy World                     | （作詞）イノスケ （作曲・編曲）Kazumasa Aramoto      |
| 1 | radio waves | 2016年12月25日（物販） 2016年12月31日（店頭） | Dream Factory | DF-013   | 7. Y.U.W.A.K.U                       | （作詞）谷川万純 （作曲・編曲）新本和正              |
| 1 | radio waves | 2016年12月25日（物販） 2016年12月31日（店頭） | Dream Factory | DF-013   | 8. by your side (piano instrumental) | （作曲・編曲）新本和正                               |
| 2 | exciting    | 2018年6月16日                                 | Dream Factory | DF-015   | 1. dropstar 3                        | （作曲・編曲）Kazumasa Aramoto                       |
| 2 | exciting    | 2018年6月16日                                 | Dream Factory | DF-015   | 2. セルロイド人形                    | （作詞）sugartrap （作曲・編曲）Kazumasa Aramoto     |
| 2 | exciting    | 2018年6月16日                                 | Dream Factory | DF-015   | 3. Fun night                         | （作詞）NANA （作曲・編曲）依光輝久                  |
| 2 | exciting    | 2018年6月16日                                 | Dream Factory | DF-015   | 4. DEAD or ALIVE                     | （作詞）イノスケ&NANA （作曲・編曲）Kazumasa Aramoto |
| 2 | exciting    | 2018年6月16日                                 | Dream Factory | DF-015   | 5. 人狼                              | （作詞）HINA （作曲・編曲）Kazumasa Aramoto          |
| 2 | exciting    | 2018年6月16日                                 | Dream Factory | DF-015   | 6. VOICE                             | （作詞）KENGO （作曲・編曲）Kazumasa Aramoto         |
| 2 | exciting    | 2018年6月16日                                 | Dream Factory | DF-015   | 7. HelloWonderLand                   | （作詞）イノスケ （作曲・編曲）依光輝久              |

### DVD
（1枚目はsugartrap、2枚目はハラミのジャン名義。いずれも受注生産）
| # | タイトル                                                                          | リリース（発送）日 | レーベル      | 規格品番 |
| - | --------------------------------------------------------------------------------- | ------------------ | ------------- | -------- |
| 1 | sugartrap -2ndALBUM(exciting)- レコ発ワンマンライブ 2018.6.17 at アメリカ村BEYOND | 2018年7月19日      | Dream Factory | 品番なし |
| 2 | sugartrap is DEAD!!                                                               | 2019年6月13日      | Dream Factory | 品番未定 |

### コンピレーション
| # | タイトル                      | 発売日        | レーベル | 規格品番 | 収録曲                      | クレジット                              |
|   | JUMP! 〜KAIYODO LOVES KOCHI〜 | 2017年4月29日 | 海洋堂   | CD004    | 2. ToyBox （sugartrap名義） | （作詞）イノスケ （作曲・編曲）依光輝久 |